# Pontolineus arenarius
Pontolineus arenarius är en djurart som tillhör fylumet slemmaskar, och som beskrevs av Müller och Scripcariu 1964. Pontolineus arenarius ingår i släktet Pontolineus och familjen Lineidae. Inga underarter finns listade i Catalogue of Life.